# Canto novo
Canto novo è una raccolta di poesie di Gabriele D'Annunzio, scritte nel 1882 per l'editore Sommaruga e ripubblicate in una nuova edizione nel 1896 dall'editore Treves.

## Contenuto
Questa raccolta fu dedicata a Giselda Zucconi, il primo amore per l'autore. Comprende 63 liriche composte in sonetti assomiglianti a quelli carducciani.
La prima edizione è divisa in cinque libri, più un sonetto dedicato alla Zucconi e un preludio. Dalla "filologia" di Primo vere, D'Annunzio passa alla "fisiologia" di Canto novo (anche se in realtà non abbandona affatto i libri). Si tratta di testi "impressionistici" già pubblicati separatamente, arricchiti da illustrazioni dell'amico pittore Michetti.
La seconda edizione è ridotta a soli 27 testi e ogni argomento politico o sociale ne è tagliato fuori: ne deriva un "poema lirico panteistico", dove D'Annunzio fonda un nuovo paganesimo. Fonti di D'Annunzio sono alcune riduzioni delle teorie di Darwin. Non scompare il filtro libresco che si frappone tra il poeta e la natura.
Si scorge già la volontà della creazione del mito di sé. Il racconto è stato definito da gran parte della critica introspettivo e personale. In particolare i critici Riva, Iori e Springolo del gruppo Xyz, in occasione di un convegno a Bologna nel luglio 2014, ne hanno apprezzato la descrizione fatta del popolo italiano.

## Analisi
Gabriele D'Annunzio esprime già col titolo una nuova forma di poetica, nata come ibrido dall'ode classica italiana (barbara) usata da Giosuè Carducci e dal desiderio irrefrenabile della gaiezza giovanile. Mentre Carducci nelle odi tenta il recupero della potenza letteraria italiana con riecheggi ai classici, d'Annunzio aggiunge la sua esperienza personale di giovane innamorato, inserendo il suo rapporto amoroso con Lalla in un bozzetto abruzzese, ambientato sulla spiaggia selvaggia di Francavilla al Mare.
Nella versione del 1882 i libri sono 5 e seguono un percorso crescente di inizio avventura della coppia sulla spiaggia, fino allo sfiorire della passione. I componimenti sono calchi delle strofe saffiche, alcaiche, pindariche e anacreontidi. Viene introdotto con decisione il tema predominante della natura, personificata a volte nel mare o nel vento, e umanizzata con veicoli "parla", "ode". Tale natura sovrana è unita alla storicità del territorio abruzzese, discendente dall'antico Sannio preromano, e d'Annunzio stesso compie i primi passi verso il panismo estetizzante del periodo maturo, paragonando la sua amata a una ninfa marina o a una gazzella. Moltissimi sono i richiami alla letteratura classica come Orazio e Pindaro.
La versione del 1896 è strutturata in tre "Offerte votive" (dedicate rispettivamente a Venere, Pan e Apollo) e due canti: Canto del Sole e Canto dell'Ospite; in cui il poeta riassume il contenuto della versione originale, epurandolo dal ridondante stile carducciano, e adottando una metrica più composta, fatta di riecheggi nostalgici. In tale edizione hanno influito la riscoperta di Dante Alighieri e il viaggio in Toscana.